# Unité urbaine d'Arles
L'unité urbaine d'Arles est une unité urbaine française centrée sur Arles, une des sous-préfectures des Bouches-du-Rhône dans la région Provence-Alpes-Côte d'Azur.

## Données démographiques
Selon le zonage établi par l'Insee en 2010, l'unité urbaine d'Arles regroupait deux communes, comme lors du zonage de 1999.
Dans le nouveau zonage de 2020, le périmètre est identique.
Les deux communes qui s'étendent sur 797,20 km2, sont séparées par le bras du Petit-Rhône. L'une, la ville-centre qui est Arles, appartient au département des Bouches-du-Rhône, plus précisément à l'arrondissement d'Arles, tandis que l'autre, Fourques, est située dans le département limitrophe du Gard et appartient à l'arrondissement de Nîmes. Il s'agit à la fois d'une unité urbaine interdépartementale et interrégionale étendant ses limites sur les régions Provence-Alpes-Côte d'Azur et Occitanie.
En 2022, l'unité urbaine d'Arles rassemble 53 857 habitants, étant la troisième agglomération du département des Bouches-du-Rhône après les unités urbaines de Marseille-Aix-en-Provence et de Salon-de-Provence.
Dans la région Provence-Alpes-Côte d'Azur où elle se situe, elle se place au neuvième rang régional, étant devancée par l'unité urbaine de Salon-de-Provence (8e rang régional) et précédant l'unité urbaine de Gap (10e rang régional).

## Délimitation de l'unité urbaine de 2020
Elle est composée des 2 communes suivantes :
| Nom                  | Code Insee | Département      | Statut       | Superficie (km2) | Population (dernière pop. légale) | Densité (hab./km2) | Modifier                                    |
| -------------------- | ---------- | ---------------- | ------------ | ---------------- | --------------------------------- | ------------------ | ------------------------------------------- |
| Arles (ville-centre) | 13004      | Bouches-du-Rhône | ville-centre | 758,93           | 51 156 (2022)                     | 67                 | modifier les données · modifier les données |
| Fourques             | 30117      | Gard             | banlieue     | 38,24            | 2 701 (2022)                      | 71                 | modifier les données · modifier les données |

## Évolution démographique
L'évolution démographique ci-dessous concerne l'unité urbaine selon le périmètre défini en 2020.
| 1968   | 1975   | 1982   | 1990   | 1999   | 2010   | 2015   | 2021   | 2022   |
| ------ | ------ | ------ | ------ | ------ | ------ | ------ | ------ | ------ |
| 47 266 | 51 673 | 52 547 | 54 309 | 53 057 | 55 566 | 55 766 | 53 134 | 53 857 |